# Albert Renger-Patzsch
Albert Renger-Patzsch (22. června 1897 Würzburg – 27. srpna 1966 Wamel u Soestu) byl významný německý fotograf. Řadí se do světové meziválečné avantgardy jako zástupce německé Nové věcnosti (Neue Sachlichkeit) společně s umělci, jako byli Karl Blossfeldt, Walter Peterhans, Helmar Lerski a August Sander. Tato skupina představovala nový směr, kterým se vydala fotografie v Evropě – tzv. nemanipulovaná fotografie. Byl tvůrcem programu fotografie Nové věcnosti. Inspiroval mimo jiné Josefa Sudka, který pod jeho vlivem pořídil své přírodní snímky z roku 1935 jako Spadlý list, Jarní listy, Ranní rosa a Ostružiny.

## Život
Renger-Patzsch se narodil v bavorském Würzburgu a fotografovat začal ve dvanácti letech. Po vojenské službě v první světové válce vystudoval chemii na Drážďanské Technické Univerzitě. Na počátku dvacátých let působil jako fotožurnalista pro Chicago Tribune posléze se stal nezávislým a roku 1925 vydává knihu Das Chorgestühl von Kappenberg. Svou první výstavu měl v roce 1927. Druhá kniha Die Welt ist schön (Svět je krásný) následovala o rok později. Tato jeho nejznámější kniha je kolekcí stovky fotografií, v němž jsou různé přírodní formy, průmyslové objekty a výrobky prezentovány s čistotou a brilancí technické ilustrace. Jednotlivé předměty jsou převážně vytržené z kontextu a zobrazovány ve své jednoduchosti a těsném ořezu. Snímky fascinují diváka svou jednoduchostí a přehledností.
Během třicátých let Renger-Patzsch fotografoval pro průmysl a reklamu. Jeho archivy však byly zničeny za druhé světové války. V roce 1944 se přestěhoval do Wamelu, kde strávil zbytek svého života.

## Ocenění
- 1960 Cena za kulturu Německé fotografické společnosti
- 1965 Státní cena za umění a řemesla v Severním Porýní-Vestfálsku